# Toyota Carina

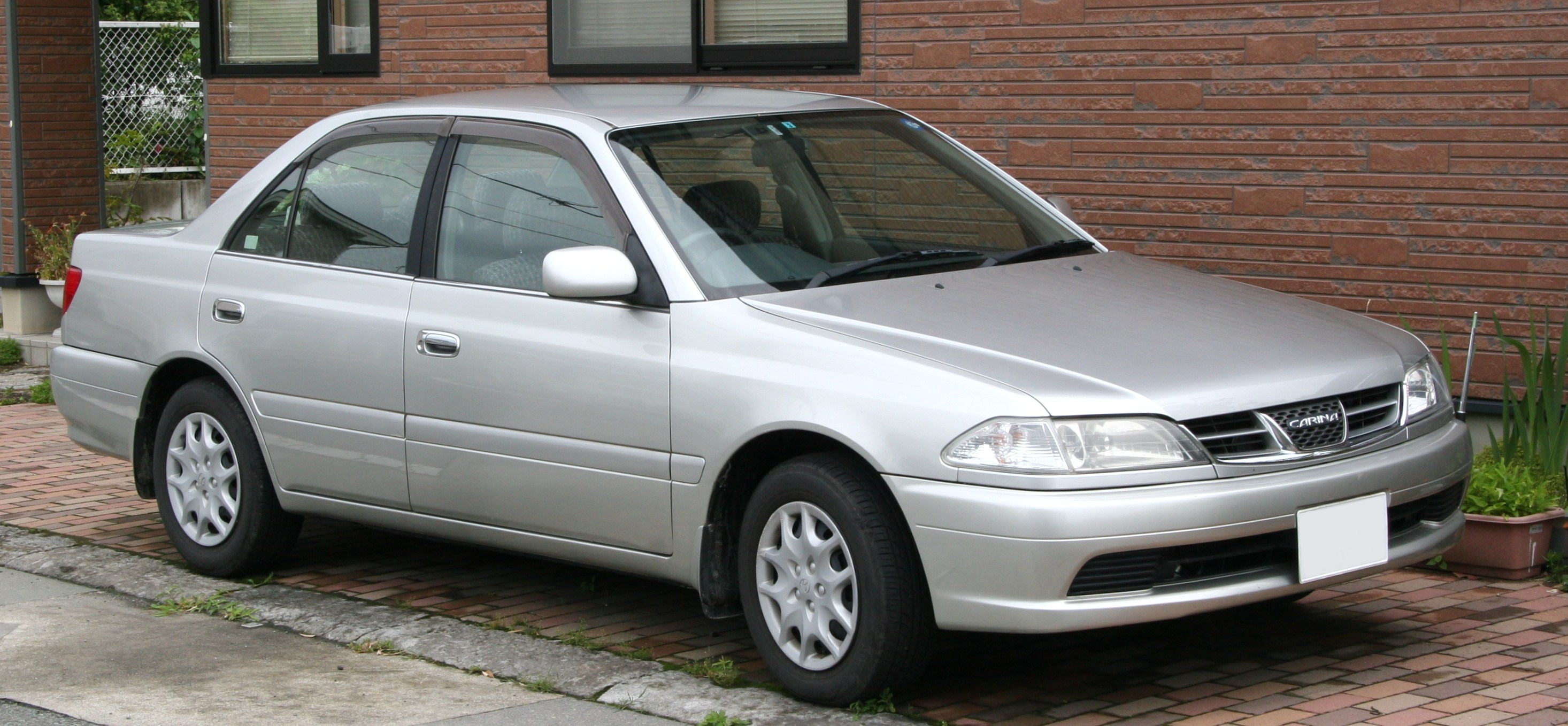
En Toyota Carina från 1998–2001.

Toyota Carina är en japansk bilmodell från Toyota. Den tillverkades mellan 1970 och 2001. Modellen gjordes i sju generationer från att den började byggas till slut, år 2001. Den slutade tillverkas, till förmån för Toyota Avensis i Europa och av Toyota Allion i Japan. Carina är besläktad med den större Toyota Corona, som redan 1983 ersattes av Toyota Camry. Carina blev känd för sin stryktålighet.
Från 1984 var modellen Corolla "rebadged" till Carina II och även för efterföljande generation 1988. Carina E introducerades på marknaden i Europa 1992 och som också i grunden var en Toyota Corolla. Toyota Avensis ersatte sedan samtliga modeller av Carina i Europa 1997.
Nedan följer olika generationer av Carina
- Första generationen A10 & A30 (1970-1977)
- Andra generationen A40 (1977-1981)
- Tredje generationen A60 (1981-1988)
- Fjärde generationen T150 (1984-1988)
- Femte generationen T170 (1988--1992)
- Sjätte generationen T190 (1992-1996)
- Sjunde generationen T210 (1996-2001)